# Ukonsaari (ö i Södra Savolax, Nyslott, lat 61,82, long 28,38)
Ukonsaari är en ö i Finland. Den ligger i sjön Iijärvi och i kommunen Sulkava i den ekonomiska regionen  Nyslotts ekonomiska region  och landskapet Södra Savolax, i den södra delen av landet, 260 km nordost om huvudstaden Helsingfors. Öns area är 0,6 hektar och dess största längd är 200 meter i nord-sydlig riktning.